# Knud Meister
Knud Meister, född 1913, död 1989, var en dansk författare, som tillsammans med Carlo Andersen skrev ett stort antal ungdomsböcker. Mest känd har serien om Jan blivit, men Meister och Andersen skrev också serien om Puck (da. Puk) under pseudonymen Lisbeth Werner. Knut Meister skrev även detektivromaner.
Under pseudonymen Ria Tofft (även känd som Ria Toft och A.B. Carroll) författade duon även åren 1956–1959 elva flickböcker i serien om Teena (Tina i svensk översättning).